# Peter Bauer (Dirigent)
Peter Bauer (geboren 1943 oder 1944) ist ein deutscher Dirigent und Chorleiter. Er leitete das Orchester und den Chor der Universität Konstanz und gründete die Rathausoper Konstanz, die er mehr als drei Jahrzehnte lang dirigierte. 1995 wurde er zum Universitätsmusikdirektor der Universität Konstanz ernannt.

## Leben und Werk

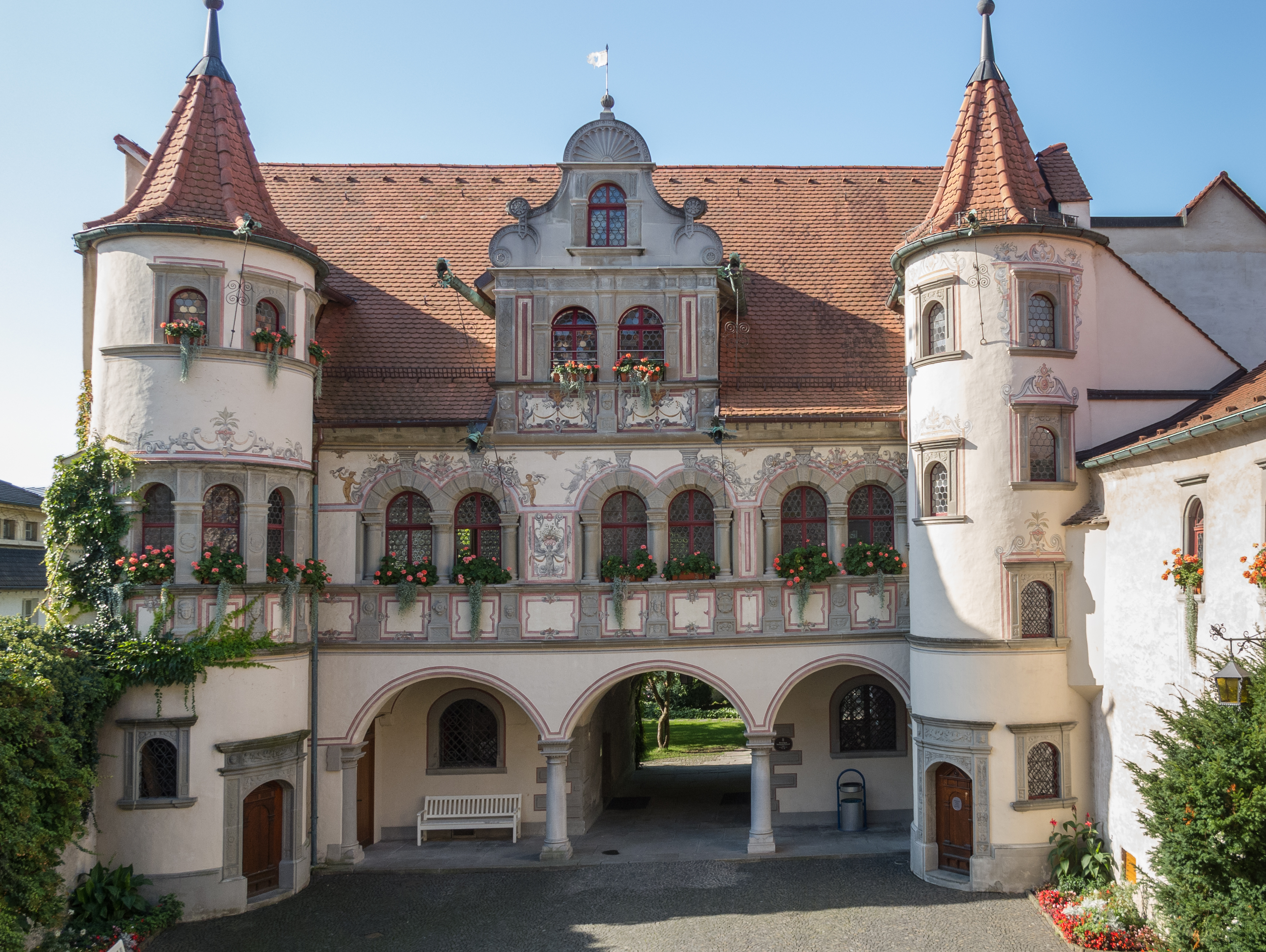
Das Konstanzer Rathaus (vom Hof aus gesehen), Aufführungsort der Rathausoper.

Peter Bauer studierte Kirchenmusik, Schulmusik, Musikwissenschaften und Dirigieren in Esslingen, Karlsruhe und Freiburg. Von 1975 bis 2008 war er Musikpädagoge an einem Konstanzer Gymnasium. 1977 gründete er den Chor der Universität Konstanz und leitete ihn bis 2023. 1989 übernahm er zudem das bereits 1973 gegründete Universitätsorchester und dirigiert es ebenfalls bis 2023, als ihn Reto Schärli als Dirigent und Chorleiter ablöste. 1995 wurde er zum Universitätsmusikdirektor der Universität Konstanz ernannt. Bei seiner Arbeit an der Universität legt Bauer nach eigenen Angaben besonderen Wert darauf, jungen Menschen Stücke nahezubringen, „die für sie eine neue kulturelle Erfahrung bedeuten oder bekannte Werke in einen neuen Kontext stellen.“ Neben verschiedenen Gastdirigaten dirigierte und dirigiert er ein weitgespanntes Repertoire von der Renaissance bis zu Uraufführungen zeitgenössischer Musik mit Konzerten in ganz Europa und mit Rundfunk- und CD-Aufnahmen.

### Rathausoper Konstanz
1982 gründete Bauer die Rathausoper Konstanz (Bis 2019: Kammeroper im Rathaushof Konstanz), die 1983 mit Mozarts Bastien und Bastienne zum ersten Mal öffentlich aufgeführt wurde. Die Oper findet jährlich im Sommer im Renaissance-Hof des Konstanzer Rathauses statt. Bauer war seit der Gründung der Oper deren künstlerischer Leiter und Dirigent. Bereits 2017 kündigte er an, die Leitung der Rathausoper in diesem Jahr zum letzten Mal übernehmen zu wollen. Letztendlich übernahm ab 2019 Eckart Manke das Dirigat der Oper.

## Ehrungen
- Universitätsmusikdirektor der Universität Konstanz (1995)
- Verdienstmedaille der Universität Konstanz (2002)
- Verdienstmedaille der Stadt Konstanz[8]